# Sharife Cooper
Sharife Omar Cooper (ur. 11 czerwca 2001 w Newark) – amerykański koszykarz, występujący na pozycji rozgrywającego, od 2022 zawodnik Cleveland Cavaliers.
W 2019 został wybrany najlepszym koszykarzem szkół średnich stanu Georgia (Georgia Gatorade Player of the Year, Georgia Mr. Basketball) oraz w skali całego kraju (USA Today’s High School Player of the Year).
24 października 2022 został zawodnikiem Cleveland Charge. 13 września 2023 dołączył do Cleveland Cavaliers. 21 października 2023 opuścił zespół. Tydzień później zawarł umowę z Cleveland Charge. 26 lutego 2024 podpisał 10-dniowy kontrakt z Cleveland Cavaliers.

## Osiągnięcia
Stan na 4 marca 2024, na podstawie, o ile nie zaznaczono inaczej.

### NCAA
- Zaliczony do I składu najlepszych pierwszorocznych zawodników konferencji Southeastern (SEC – 2021)
- Najlepszy pierwszoroczny zawodnik tygodnia konferencji Southeastern (11.01.2021)

### Indywidualne
- Zaliczony do II składu G-League (2023)
- Uczestnik meczu NBA G League Next Up Game (2023)